# لارا دوندویک
لارا دوندویک (انگلیسی: Laura Dundovic؛ زادهٔ ۱۶ سپتامبر ۱۹۸۷) مدل، و هنرپیشه اهل استرالیا است.